# グレア

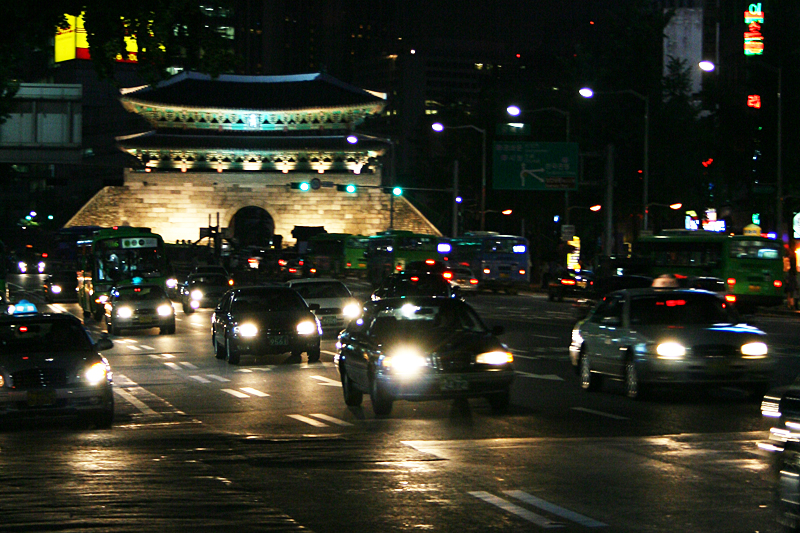
夜間の自動車のヘッドライト。直視すると、視界を損なう不能グレアを生じることがある。

グレア（glare）とは、不快感や物の見えづらさを生じさせるような「まぶしさ」のことをいう。眩輝（げんき）、眩惑（げんわく）とも。ある光の状態がグレアとなりうるか否かは、周辺の総合的な環境と個々人の生理的状態で決まる。光源とその周辺との明るさのバランスや、直接光・間接光の別、視線の方向と光源のなす角度などにも依存する。また、同じ光環境、同じ位置であっても、観察者の特性によってグレアとして受け取られるか否かは異なる。特に高齢者はグレアを感じ易く、また不快感から回復するのに要する時間も長い傾向にある。
グレアは、程度によっては単なる不快感にとどまらず、眼の障害や、状況把握能力の急な低下による事故などにもつながるため、照明器具の設計や照明計画などにおいては、グレアを防ぐことが必須となる。国・地域によっては、道路交通や照明設計に関して、グレア防止のための法規が整備されている。たとえばヨーロッパでは「輝度制限法」によって照明器具の輝度が制限されている。
なお、グレアは光害という概念とも一部共通するが、「光害」が主に公共性の面での問題として捉えられるのに対し、「グレア」はより工学的な問題として捉えられる。

## グレアの分類
グレアは、その原因や程度によって分類される。目の機能を生理的に損なう「不能グレア」「減能グレア」と、心理的に不快感を起こす「不快グレア」に分類される。
不能グレア (Blinding glare)
視野内の極端な高輝度部分もしくは極端に高いコントラストにより、網膜が順応不能となった状態。眼球内では入射光が散乱し、視界の把握がほとんど不能となる。
減能グレア (Disability glare)
不能グレアよりも軽度だが、眼球内での入射光の散乱によって視界の把握が困難となる。
不快グレア (Discomfort glare)
目の機能自体ではなく、眩しさによる心理的な不快感をおぼえる。不快グレアが長時間続くと、目の痛みやストレス、頭痛など二次的な害を生じることもある。
また、光源と観察者の関係によって、以下のように分類される。
直接グレア
高輝度光源を直接見ることによって生じるグレア。太陽や車のライトを直視した場合などに起こる。
間接グレア
光沢のある面に映った光源（照明や太陽）を間接的に見ることによって生じるグレア。鏡やディスプレイごしに蛍光灯を注視してしまうような状況である。反射率の高い面でこれが起こった場合、光源を直視した状況に近い刺激を受けているにもかかわらず、観察者の「たかが映り込み」という意識のため改善策が疎かとなるという問題がある。
反射グレア
光源からの強い光が机や紙に反射したものを受けることによって生じるグレア。読書や書き物のときに白い紙面で反射した光が長時間入射するといった状況である。

## グレアの生じる状況

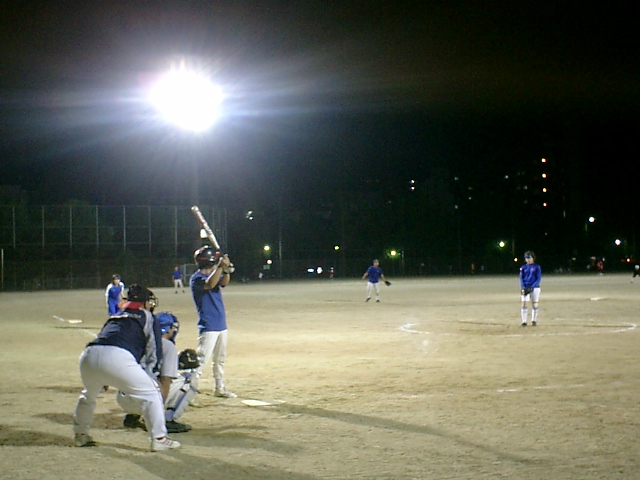
野球場のナイトゲームの照明。高輝度照明は直視するとグレアを生じる。

グレアを生じる要素として、主たる光源自体の輝度、光源と背景の輝度差、光源と視線の近さ、視野中に占める光源の立体角がある。下図の例では、上段のような状況は下段のような状況に比べてグレアの程度が大きくなる。
| |                                                      |                                                                                                |
| 背景と光源の輝度の対比が大きいほどグレアの程度が大きくなる。暗い部屋に小さな点光源を置いた場合などがこれにあたる。 | 光源自体の輝度が高いほうがグレアの程度が大きくなる。 | 光源が視線に近いほどグレアの程度が大きくなる。光源の方向を注視した場合、大きな不快感を生じる。 |

具体的には、以下のような状況で極端なグレアが発生する。
ディスプレイの反射
テレビやコンピュータの画面は間接グレア・直接グレアの両方を生じる要因となる。特にCRTの表面のガラスは単純な反射を起こしやすく、蛍光灯の光の映りこみが直接作業者の目に入り間接グレアを生じる。また、ディスプレイ自体の輝度が高すぎる場合や、暗い室内で利用した場合に、背景とディスプレイの輝度差が大きくなり、直接グレアが発生する。適切な対策をとらずに長時間コンピュータやテレビを利用することにより眼の疲労や視力の低下をきたすというケースも少なくない。
自動車のヘッドランプ
夜間に自動車のヘッドランプを直接向けられた場合、瞬間的に不能グレアが生じる。特に暗闇を長時間歩いて目が暗順応している場合にはこれが起こりやすい。照射角が広いフォグランプの急な点灯も、対向車の運転者や歩行者にグレアを起こさせ、危険である。対向車や歩行者が周辺環境を把握できなくなり、交通事故につながる危険性もある。その光の周りに円状に見える光を暈（ハロー）といい、対向車の強い光源の近くにある物体が消えてしまったかのように見えなくなることを蒸発現象と呼ぶ。
夜間のスポーツ照明
夜間のスタジアムでは、限られた台数と位置から照明効果を得るため、高輝度の照明が用いられる。暗い環境をバックにしてこの照明を注視したとき、直接グレアが生じやすい。観客への不快感のみならず、プレイヤーの能力低下、周辺道路の交通の妨げともなる場合があるので、設置位置や角度、照明器具の種類に注意を払った設計が必要である。
また、このような外的要因以外に、光を受ける側の目の状態によってもグレアは発生する。一般に、瞳孔が拡大した状態や、暗い場所で目が暗順応した状態では、光の刺激を大きく受けるため、不快感を持ちやすくなる。また、LASEKやLASIKなどの視力回復手術の後には、通常ならば不快とならないような光環境下でグレアが発生する。高齢者は一般的にグレアを生じやすく、さらに不能グレアからの回復にも時間がかかるが、これは水晶体の濁りによって光の散乱が起こるためである。これは、白内障の一般的な症状でもある。

## 研究の歴史
グレアの研究が始められたのは1910年頃である。電球が普及し、従来の照明とは異なる強い視覚刺激が問題視されはじめた時期であった。
グレア研究の先駆となった人物は、アメリカの視覚研究者 Percy G. Nutting であった。彼はアメリカ照明学会 (Illuminating Engineering Society, IES) のグレア研究会の座長として「不快なまぶしさ」についての定量的研究成果を発表していった。彼が研究テーマとしていたのは「光源の輝度」と「順応レベル」の関係であった。
1920年代、アメリカとイギリスを中心にグレア研究は盛んとなる。この頃、研究初期には同列のものとみられていた「不能グレア」と「不快グレア」が明確に区別されるようになる。研究を主導したのは、主に各国の照明学会であった。
1940年代になると、光源輝度と背景輝度の対比を考慮した不快グレア評価法が提唱され、徐々に実用化されはじめる。1950年にイギリス照明学会が提唱した DGI (Daylight Glare Index) 法は「背景輝度」「光源輝度」「視界に占める光源の立体角」の3要素から不快グレアの程度を算出するものであった。
1970年代からは、世界各国の照明学会で別々に研究されてきたグレア評価方法を統合し、国際標準として確立する動きが活発になる。コンピュータの普及も、グレア研究を加速させた。長時間のコンピュータ作業による技術者のストレスが問題視され、オフィス設計の指針としても標準的なグレア評価法の需要が高まっていった時代である。
国際照明委員会（Commission International de l'Eclairage/International Commission on Illumination、CIE、1913年設立）が1995年に発表した UGR (Unified Glare Rating) 法は、照明器具の配置を評価する「ポジションインデックス」の概念を含めたもので、現在のグレア評価の主流として国際的に最も広く実用化されている。ISO 規格で利用されているのも UGR である。
現在、LED などの新たな照明の刺激や、これまであまり研究の進まなかった照明の色の影響も研究課題となっている。人種・年齢・性別などで異なるグレアの受け方を評価に含める研究も進められている。また、近年飛躍を遂げたコンピュータ・グラフィックス技術を用いて光環境をリアルにシミュレートし、直感的に快・不快を予測することができるようになったため、照明設計の補助として利用してゆこうという向きもある。

## グレアの評価方法
屋内環境の改善のためには、何らかの客観的評価方法が必要となる。グレアは個人の感覚の問題であり、また複雑な光環境を総合的に考慮する必要があるため、評価方法は単純なものとはならない。特に不快グレアについては、これまでに定量的な評価の方法がいくつも提唱されてきた。以下に、実用化された評価方法の一例を挙げる。

### BCD (Borderline between Comfort and Discomfort)
快/不快の境目となるような光源輝度 / 背景輝度の値であり、不快グレアの評価の基本として用いられている。

### DGI(Daylight Glare Index)法
1950年に提唱されたもので、グレア評価式としては古参の部類である。背景光の輝度・光源の輝度・光源が視野に占める立体角の3要素を用いる。DGIの値は以下の式によって求められる。
{\displaystyle DGI=10\log 0.478\sum {\frac {L_{s}^{1.6}\Omega ^{0.8}}{L_{b}+0.07\omega ^{0.5}L_{s}}}}
(ここで、{\displaystyle L_{s}} : 光源の輝度[cd/m2], {\displaystyle L_{b}} : 背景の輝度[cd/m2], {\displaystyle \omega } : 観察者からみた光源の立体角[sr], {\displaystyle \Omega } : 光源の修正立体角
これは IES（英国照明学会）グレアインデックス法の元となった。

### グレアインデックス法
IES（イギリス照明学会）によって提唱された評価方法。DGI法に修正を加えたものであり、まず個々の光源のグレアコンスタント(g)を求め、全体のグレアの程度を表すGI(Glare Index) を算出する。
{\displaystyle g=0.478{\frac {L_{s}^{1.6}\omega ^{0.8}}{L_{b}p^{1.6}}}}
{\displaystyle GI=10\log _{10}(0.5\sum {g})}
この数値は、主観的には以下のような評価に相当する。
| GI値 | 評価                                             |
| ---- | ------------------------------------------------ |
| 28～ | Intolerable （ひどすぎる、耐え難い）             |
| 28   | Just Intolerable （ひどすぎると感じ始める）      |
| 25   | Uncomfortable but not intorelable （不快である） |
| 22   | Just uncomfortable （不快であると感じ始める）    |
| 19   | Unacceptable but not uncomfortable （気になる）  |
| 16   | Just acceptable （気になり始める）               |
| 13   | Perceptible but unacceptable （感じられる）      |
| 10   | Just perceptible （感じ始める）                  |
| ～10 | Imperceptive （感じない）                        |

### VCP (Visual Comfort Probability) 法
アメリカ照明学会の提唱する評価方法である。グレアの感じ方に個人差があることを前提としつつ、どれだけ多くの人が快適と感じるかを指標として用いる。BCD（前述）と比べて快適と感じる人の割合 (VCP) を求め、不快グレアの程度を評価する。通常、VCP > 70、すなわち BCD と比較して快適と感じる人が70%をこえるように照明を設計する。

### UGR (Unified Glare Rating)法
照明器具の輝度・サイズ・位置・背景の輝度を総合的に評価するものであり、照明の配置を評価する「ポジションインデックス」を用いる。以下の式で求められる。
{\displaystyle UGR=8\log({\frac {0.25}{L_{b}}}\sum {\frac {L^{2}\omega }{P^{2}}})}
（Lb: 背景の輝度[cd/m2]、L: その環境にある各照明の発光部分の輝度[cd/m2]、{\displaystyle \omega } : 各照明の発光部分が観測者の視野に占める立体角[sr]、P: 各照明のポジションインデックス）
{\displaystyle L_{b}={\frac {E_{obs}}{\pi \Omega _{0}}}}
（{\displaystyle E_{obs}}: 観察者の目における照明の照度、{\displaystyle \Omega _{0}}: 立体角）
この UGR の値の目安は、工場においては25前後、オフィスでは19、読書環境では16程度である。
ISOに定められている「屋内作業場の照明基準」 (ISO8995) は、この UGR 値を評価方法として用いている。また、この「屋内作業場の照明基準」は2006年、日本工業規格 (JIS) にも導入されている。

## グレアの規制
グレアの悪影響を防ぐための基準は世界各国に設けられている。特に屋内照明と道路照明の規制が多い。オフィスワーカーの健康、特に長時間のコンピュータ作業にともなうVDT症候群の問題が指摘されるようになり、グレアを客観的に評価し、改善を促す必要が出てきた。また、自動車のヘッドライトや屋外照明による不能グレアが深刻な事故につながる危険性も指摘されるようになった。そのような背景から、法令などに光環境への規定が盛り込まれる場合がある。

### 日本
日本では、厚生労働省がVDT (Visual Display Terminals) 作業者の心身の健康のために定めたVDT作業における労働衛生環境管理のためのガイドラインに、以下の内容が定められている。
- ディスプレイ画面の位置、前後の傾き、左右の向き等を調整させること。
- 反射防止型ディスプレイを用いること。
- 間接照明等のグレア防止用照明器具を用いること。
- その他グレアを防止するための有効な措置を講じること。

また、照明学会（日本）により制定された「屋内照明基準」（1999年）が、特にオフィス環境の照明のグレア防止に用いられている。

### アメリカ
アメリカでは、州法や条例という形で、州ごとにグレアへの規制が明記されている。特に交通網の発達した州では、運輸局などが道路照明の設置や自動車照明の利用について、詳細な目標を定めることもある。たとえばカリフォルニア州の交通マニュアルには、照明の位置・角度・種類など、交通照明のグレア対策が詳細に定められている。

## グレアを防ぐ技術
グレアの原因としてよく知られているケースには、対処方法が確立されているものもある。特に建築・インテリア・工業製品などでは、以下のように、グレア防止のための様々な技術が用いられている。

### 室内照明

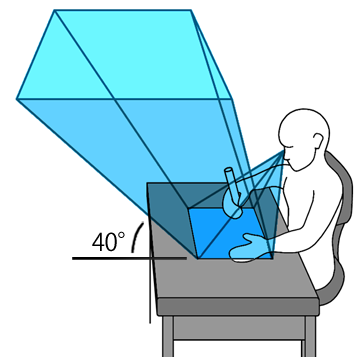
光幕反射を防止するため照明設置を避けるべき位置。上図で示した範囲内に照明を置くと、作業面を介して強い反射グレアが生じ、長時間作業には不適切である。

デスクなど一定の場所で長時間作業を行う場合、作業者の目に直接光が入るような位置に輝度の高い照明を設置することは避ける。また、たとえ反射率が高くなくとも、前方からの照明光が机やその上に置いた紙などで反射すること（これを光幕反射という）もグレアの原因となるため、避けることが望ましい。上半身の影が作業面にかぶらない程度の斜め後ろ上方が、光幕反射を防止するのに適切な照明位置として推奨される。ただし、ディスプレイを用いた作業の場合、照明器具の映りこみが見えてしまうような位置は強い間接グレアの原因となるため、避けるべきである。
また、直接照明の影響を軽減できる間接照明は、グレアを防止する目的でも用いられる。
これらの対策をした上で、利用者自らが室内照明や窓からの光を調節したり、読書や作業の位置を適切に選択することも重要である。

### ディスプレイ
コンピュータのディスプレイには、グレアを防ぐための加工がなされる場合がある。特に映りこみの発生しやすい CRT のガラス面には微細な凹凸で入射光を乱反射させるノングレア（アンチグレア、防眩）加工がなされることが多い。この加工には、入射光を乱反射させるシリコーンやフッ素加工の薄い層を設ける方法が一般的である。また、もともとグレア対策のなされていないディスプレイには、利用者自らアンチグレアフィルムやパネルを装着することでグレアを防ぐことができる。ディスプレイを覆う形のフードを用いる場合もある。反射光が直接目に入らないように照明の位置やディスプレイの角度を工夫するのも効果的である。
また、CRT・液晶ともに、画面自体の輝度もグレアを生じさせる要因となる。ほとんどの製品には輝度を調節する機能が備わっている。また、背景の輝度とディスプレイの輝度に極端な差がある場合、不快グレアを生じやすいため、暗い部屋での作業は適当ではない。

### LED
発明以来その低消費電力、高寿命から『未来の照明』と言われながらも長らく電光表示などの用途にとどまっていたLEDだが、青色LEDの発明を経て高輝度LEDの単価が下がってきた近年では懐中電灯をはじめ、電球・蛍光灯などと同等の照明器具に用いられるようになってきた。しかし LED はその構造上光の指向性が高く、高輝度・低立体角の光源（言い換えると「強く細い光」）であり、照明器具として設計する際には特に不快グレアへの対策が要求される。たとえば、乳白色の半透過フィルタやキャップを被せることで拡散発光をさせる、広指向性LEDの開発等、照明器具と周辺との輝度差をより緩やかにするといった工夫がなされている。
一方でその視認性の高さから信号機などの運転案内表示や、自動車のヘッドライトやテールランプ、ウインカーなどへ応用されている物もある。

### 自動車・二輪車
自動車、二輪車のヘッドライトは輝度が高く、光線が直接目に入ると特に夜間では不能グレア・減能グレアを起こしやすい。路面が雨で濡れている場合には、下に向けたライトも路面反射によるグレアの原因となる。路面の滑り易さなどともあいまって事故につながりやすいため、注意を要する。走行中におけるこのような視界不良は極めて危険を伴うため、国土交通省ではヘッドライトの光軸、色温度に規定値を定めている。
ヘッドライトによる対人・対車への視界眩惑による危険性は自動車史上古くから認知されており、光軸調整機能、上向き・下向き照射（ハイ・ロービーム）切り替え機能は自動車の安全装備としてはシートベルトよりも早くに実装されている。また下向き照射でも充分な光量を保ち運転者の視界を確保出来るよう各自動車メーカーは工夫を重ねてきた。古くはヘッドライトレンズの屈折率により光線を調節し、設計・成形技術が進歩した今日ではヘッドライト内のリフレクター（反射板）の角度を厳密に設定する事で必要な方向へ光が照射されるよう設計されている。近年はバルブの輝度が高くなって来たため、トラック、バスなど大型の車はバンパー付近に低くヘッドライトを配置・デザインする事で光源位置を下げ光軸が対向運転者の目に入りにくいよう配慮、また直接の光源であるフィラメントが視界に入らないよう何らかの覆いが施されている。また大型車では信号停車時にヘッドライトの運転者による任意消灯、乗用車では一部車種に光軸の調整ダイアルが運転席に備わるなど、他車への不快グレアに配慮する運転マナーによる効果も決して少なくない。
一方で国土交通省の定める交通規則では平常走行では上向き照射（ハイビーム）で走行し、市街地及び対向車がある場合は下向き照射（ロービーム）で走行するよう定めている。グレアを引き起こしやすい上向き照射（ハイビーム）も対人でない限りは運転者の視界確保に極めて有効であり、対人であっても瞬間的に明滅するパッシングなど効果的に使えば他車とのコミュニケーション、注意喚起にもなる。また下向き照射（ロービーム）であってもテールランプと共に夜間は暗闇の中で自車の存在を他者に知らせ、二輪車ではこの理由から昼間でもヘッドライトの常時点灯が義務付けられているなど、光を他者・他車運転者の視界に入れる、則ち意図的に軽微なグレア現象を引き起こす事で対称者の意識を向け注意を促す一定の機能・役割を持っている。

### サングラス
グレアを生じるような視環境を自力で避けることのできない場合もある。特に視力回復手術後・高齢・白内障などで特別グレアを受けやすい人にとっては、深刻な不快や不便をもたらす。対策として、偏光のかかったサングラスなどを用いて視覚を守ることがある。
又、遮光レンズといい、ある特定の波長のみを減光させてグレアを防ぐものもある。

## 高輝度光源をあえて用いるケース
照明計画においては、グレアを防ぐため、利用者から見える位置に高輝度光源を配置することは避けられる傾向にある。しかしその一方で、シャンデリアなど、あえて高輝度の照明を演出効果として用いる場面もあり、周囲の照明との兼ね合い次第ではグレアを発生させずに豪奢な照明のきらめきを楽しむ空間を創出できる。特に、立体角が小さく輝度の高い照明は、貴金属や宝石に反射・屈折を生じさせ、その美しさをきわだたせる効果があり、店舗ディスプレイなどでも取り付け位置を工夫しながら積極的に用いられている。
また、コンピュータグラフィックスでは、暗闇の中に突如何かが現れるシーン、リアルな照明環境などを効果的に表現するため、現実にグレアの生じる場面での視覚的刺激を再現し、鑑賞者に「眩しい」という印象を持たせる技術が用いられている。